# Unió d'oblies

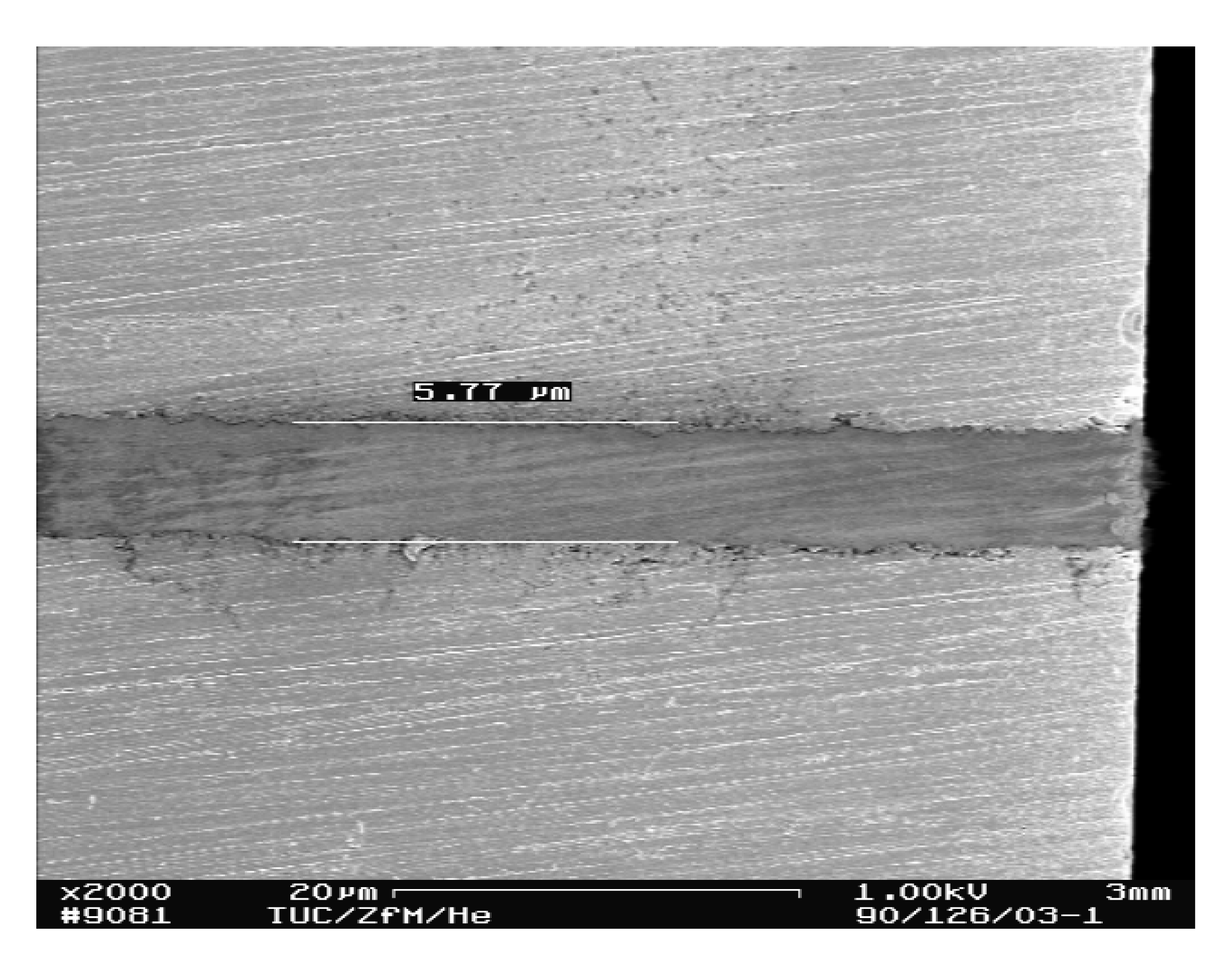
Foto SEM de secció transversal d'oblies unides amb adhesiu SU-8

Unió d'oblies és una tecnologia d'encapsulat a nivell d'oblia per a la fabricació de sistemes microelectromecànics (MEMS), sistemes nanoelectromecànics (NEMS), microelectrònica i optoelectrònica, que garanteix un encapsulament mecànicament estable i hermèticament segellat. El diàmetre de les oblies oscil·la entre 100 mm fins a 200 mm (de 4 a 8 polzades) per a MEMS/NEMS i fins a 300 mm (12 polzades) per a la producció de dispositius microelectrònics. Les oblies més petites es van utilitzar als primers dies de la indústria de la microelectrònica, amb oblies de només 1 polzada de diàmetre als anys 50.
En sistemes microelectromecànics (MEMS) i sistemes nanoelectromecànics (NEMS), el paquet protegeix les estructures internes sensibles de les influències ambientals com la temperatura, la humitat, l'alta pressió i les espècies oxidants. L'estabilitat i la fiabilitat a llarg termini dels elements funcionals depenen del procés d'encapsulació, igual que el cost global del dispositiu. El paquet ha de complir els requisits següents:
- protecció contra influències ambientals
- dissipació de calor
- integració d'elements amb diferents tecnologies
- compatibilitat amb la perifèria circumdant
- manteniment del flux d'energia i informació

Els mètodes d'enllaç comunament utilitzats i desenvolupats són els següents:
- Enllaç directe
- Enllaç activat en superfície
- Enllaç activat per plasma
- Enllaç anòdic
- Enllaç eutèctic
- Unió de frita de vidre
- Unió adhesiva
- Enllaç per termocompressió
- Enllaç reactiu
- Enllaç de difusió transitòria en fase líquida